# Aulacocalyx talbotii
Aulacocalyx talbotii là một loài thực vật có hoa trong họ Thiến thảo. Loài này được (Wernham) Keay mô tả khoa học đầu tiên năm 1958.